# Nate Kazebier
Nathan Forrest „Nate“ Kazebier (* 13. August 1912 in Lawrence (Kansas); † 22. Oktober 1969 in Reno (Nevada)) war ein US-amerikanischer Jazztrompeter.

## Leben und Wirken
Kazebier begann mit neun Jahren Trompete zu spielen und arbeitete zunächst in lokalen Territory Bands des Mittleren Westen der USA, so bei Austin Wylie in Cleveland, Jan Garber und Slats Randall. 1935/36 gehörte er der Bigband von Benny Goodman an, zu hören auf Titeln wie I’ve Found a New Baby. Er arbeitete in dieser Zeit auch bei Gene Krupa in dessen Orchester, zog danach nach Kalifornien, wo er bei Ray Noble, in Seger Ellis’ Choir of Brass (1937) und Spud Murphy spielte. 1939/40 gehörte er Gene Krupas erster Bigband an und arbeitete bei Jimmy Dorsey (1940–43), bevor er den Militärdienst ableistete. Nach der Entlassung aus der Armee arbeitete er erneut bei Goodman (1946/47), Johnny Mercer/Paul Weston und wurde dann als Studiomusiker in Kalifornien tätig. 1947 entstanden noch Aufnahmen mit Ray Bauduc.

## Lexikalische Einträge
- Leonard Feather, Ira Gitler: The Biographical Encyclopedia of Jazz. Oxford University Press, New York 1999, ISBN 0-19-532000-X (englisch).